# Faro Isla Santa María
El Faro Isla Santa María es un faro perteneciente a la red de faros de Chile. Se ubica en la Isla Santa María, Región del Biobío.